# Bourdonné
Bourdonné település Franciaországban, Yvelines megyében. Lakosainak száma 506 fő (2022. január 1.). Bourdonné Boutigny-Prouais, Condé-sur-Vesgre, Dannemarie, Gambais, Gambaiseuil és Maulette községekkel határos.

## Népesség
A település népességének változása:
| Lakosok száma | 518  | 504  | 505  | 496  | 492  | 499  | 502  | 504  | 506  |
|               | 2013 | 2015 | 2016 | 2017 | 2018 | 2019 | 2020 | 2021 | 2022 |